# Igor Panarine
Pour les articles homonymes, voir Panarine.
Igor Panarine, né le 30 octobre 1958, est un politologue (docteur en science politique) et essayiste russe, doyen de l'Académie diplomatique du ministère des Affaires étrangères de la fédération de Russie.

## Déclarations
En septembre 2006, alors qu'il est porte-parole de l'Agence spatiale fédérale russe, Igor Panarine déclare à la RIA Novosti que la chanteuse américaine Madonna pourrait être envoyée sur la Station spatiale internationale (ISS) en 2009, faisant suite à la demande formulée par cette dernière.

L'hypothèse de Panarine : la désintégration des États-Unis et leur absorption par leurs voisins.

Il est l'auteur d'une théorie schématisant la désintégration des États-Unis et leur absorption par leurs voisins. En août 2009, il publie son nouveau livre dans lequel il affirme que « la probabilité que les États-Unis cesseront d'exister en juillet 2010 est supérieure à 50 % ». La décadence morale (violence, prisons, homosexualité...) serait la cause de la « catastrophe psychologique » imminente qui guetterait la société américaine. Il défend cette thèse depuis 2000, mais celle-ci ne commence à susciter l'attention du public qu'après la crise financière de 2008.

## Œuvres
1. Psychological security of the army, Moscow, 1996 (ru)
2. Psychological aspects of ensuring the national security of Russia, Moscow, 1995 (part I), 1996 (part II) (ru)
3. Information warfare and Russia, School aid of the Diplomatic Academy of the Ministry of Foreign Affairs, 2000, (ru) (at Google Books)
4. Information warfare and authority, Security World, 2001,  (ISBN 5-89258-033-4) (ru)
5. Information. Diplomacy. Psychology, Izvestia, 2002,  (ISBN 5-206-00606-8) (ru)
6. Information warfare technology, KSP+, 2003,  (ISBN 5-89692-084-9) (ru)
7. Information warfare and the world, OLMA-Press, 2003,  (ISBN 5-224-04397-2) (ru) (at Google Books)
8. Information warfare and elections, Gorodets, 2003,  (ISBN 5-9584-0002-9) (ru) (at Google Books)
9. Information warfare: victory in Bashkiria, Gorodets, 2004,  (ISBN 5-9584-0021-5) (ru)
10. Information warfare and diplomacy, Gorodets, 2004,  (ISBN 5-9584-0032-0) (ru)
11. Information warfare and the Third Rome, Cyril and Methodius, 2005, on-line book, (ru)
12. Information warfare, PR, and the world politics, Hotline – Telecom, 2006,  (ISBN 5-93517-297-6) (ru)
13. Information warfare and geopolitics, Generation, 2006,  (ISBN 5-9763-0001-4) (ru) (at Google Books)
14. Information warfare for the future of Russia, Hotline – Telecom, 2008,  (ISBN 978-5-9912-0039-4) (ru)